# Sulfure de carbone (maladie professionnelle)
Pour les articles homonymes, voir sulfure de carbone.
Cet article décrit les critères administratifs pour qu'une intoxication au sulfure de carbone soit reconnue comme maladie professionnelle en France.
Cet article relève du domaine de la législation sur la protection sociale et a un caractère davantage  juridique que médical. 

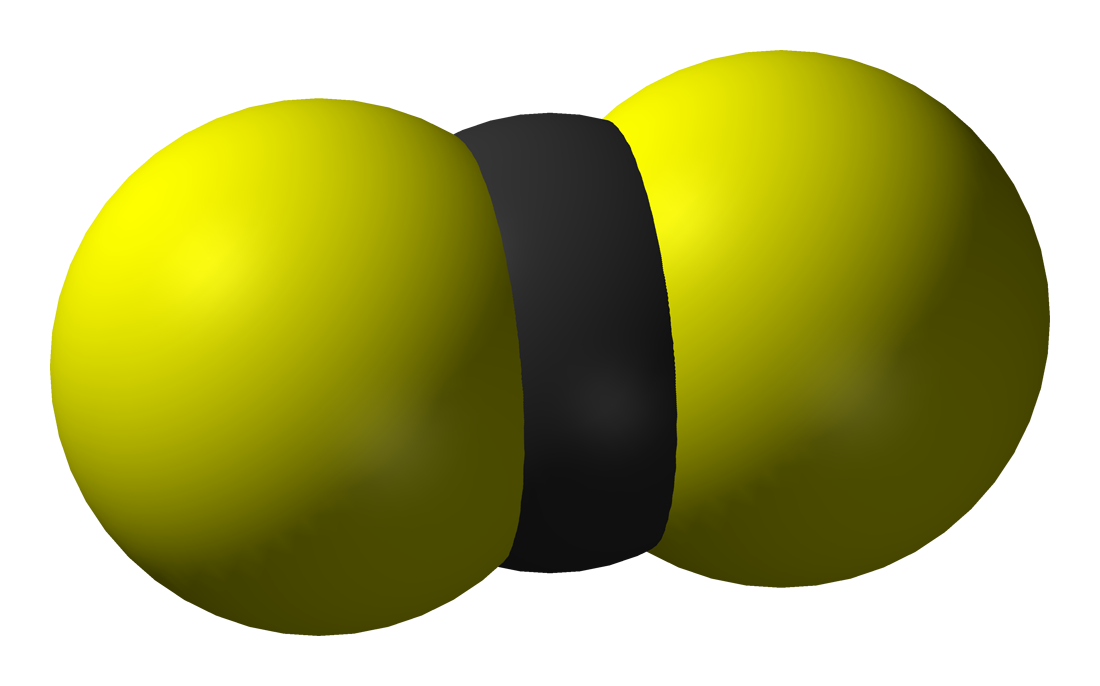
Structure de la molécule de sulfure de carbone.

## Législation enFrance

### Régime général
| Fiche Maladie Professionnelle | Fiche Maladie Professionnelle | Fiche Maladie Professionnelle |
| Ce tableau définit les critères à prendre en compte pour qu'une intoxication par le sulfure de carbone soit prise en charge au titre de la maladie professionnelle | Ce tableau définit les critères à prendre en compte pour qu'une intoxication par le sulfure de carbone soit prise en charge au titre de la maladie professionnelle | Ce tableau définit les critères à prendre en compte pour qu'une intoxication par le sulfure de carbone soit prise en charge au titre de la maladie professionnelle                                         |
| Régime Général. Date de création : 18 juillet 1945 | Régime Général. Date de création : 18 juillet 1945 | Régime Général. Date de création : 18 juillet 1945 |
| Tableau no 22 RG | Tableau no 22 RG | Tableau no 22 RG |
| Sulfocarbonisme professionnel | Sulfocarbonisme professionnel | Sulfocarbonisme professionnel |
| --- | --- | --- |
| Désignation des Maladies | Délai de prise en charge | Liste indicative des principaux travaux susceptibles de provoquer ces maladies |
| - Syndrome aigu neuro-digestif : se manifestant par vomissements, gastralgies violentes, diarrhées avec délire et céphalée intense                                 | 30 jours | Préparation, manipulation, emploi du sulfure de carbone et des produits en renfermant, notamment: Fabrication du sulfure de carbone et de ses dérivés.                                                     |
| - Troubles psychiques aigus avec confusion mentale, délire onirique.                                                                                               | 30 jours | Préparation de la viscose et toutes fabrications utilisant la régénération de la cellulose par décomposition de la viscose, telles que fabrication de textiles artificiels et de pellicules cellulosiques. |
| - Troubles psychiques Chroniques avec états dépressifs et impulsions morbides.                                                                                     | 1 an | Extraction du soufre, vulcanisation à froid du caoutchouc au moyen de dissolution de soufre ou de chlorure de soufre dans le sulfure de carbone.                                                           |
| - Polynévrites et névrites : quel qu'en soit le degré, avec troubles des réactions électriques (notamment chronaximétriques)                                       | 1 an | Préparation et emploi des dissolutions de caoutchouc dans le sulfure de carbone. |
| - Névrite optique | 1 an | Emploi du sulfure de carbone comme dissolvant de la gutta-percha, des résines, des cires, des matières grasses, des huiles essentielles et autres substances.                                              |
| Date de mise à jour : 15 septembre 1955 | | |

### Régime agricole
| Fiche Maladie Professionnelle | Fiche Maladie Professionnelle | Fiche Maladie Professionnelle |
| Ce tableau définit les critères à prendre en compte pour qu'une intoxication par le sulfure de carbone soit prise en charge au titre de la maladie professionnelle | Ce tableau définit les critères à prendre en compte pour qu'une intoxication par le sulfure de carbone soit prise en charge au titre de la maladie professionnelle | Ce tableau définit les critères à prendre en compte pour qu'une intoxication par le sulfure de carbone soit prise en charge au titre de la maladie professionnelle |
| Régime Agricole. Date de création : 17 juin 1955 | Régime Agricole. Date de création : 17 juin 1955 | Régime Agricole. Date de création : 17 juin 1955 |
| Tableau no 8 RA | Tableau no 8 RA | Tableau no 8 RA |
| Sulfocarbonisme professionnel | Sulfocarbonisme professionnel | Sulfocarbonisme professionnel |
| --- | --- | --- |
| Désignation des Maladies | Délai de prise en charge | Liste indicative des principaux travaux susceptibles de provoquer ces maladies                                                                                     |
| - Syndrome aigu neuro-digestif : se manifestant par vomissements, gastralgies violentes, diarrhées avec délire et céphalée intense                                 | Accidents aigus: 30 jours | Manipulation et emploi de sulfure de carbone et de tout produit en contenant, notamment :                                                                          |
| - Troubles psychiques aigus avec confusion mentale, délire onirique.                                                                                               | . | - dans les travaux de traitement des sols et des cultures et de dégraissage du matériel agricole ;                                                                 |
| - Troubles psychiques Chroniques avec états dépressifs et impulsions morbides.                                                                                     | Intoxications subaiguës ou chroniques : 1 an | - dans les organismes de stockage de produits agricoles. |
| - Polynévrites et névrites : quel qu'en soit le degré, avec troubles des réactions électriques (notamment chronaximétriques)                                       | | |
| - Névrite optique | | |
| Date de mise à jour : 27 janvier 1976 | | |

### Données professionnelles
Le sulfure de carbone, de formule chimique CS2, est un solvant très toxique, utilisé en chimie pour dissoudre de nombreux composants organiques, ainsi que le soufre, le phosphore blanc, le sélénium, le diiode, le caoutchouc ou les résines et les cires.
Il est aussi utilisé comme intermédiaire de synthèse dans la fabrication de nombreux composés organiques soufrés : agents de vulcanisation du caoutchouc, produits pharmaceutiques, produits phytosanitaires (fongicides, insecticides). Au XIXe siècle, il fut utilisé pour lutter contre le phylloxéra de la vigne.

### Données médicales
À des niveaux élevés, le sulfure de carbone  peut être mortel car il touche le système nerveux. Ce point est critique dans l'industrie de la rayonne viscose où il est présent en plus du sulfure d'hydrogène lui aussi toxique.
À dose plus faibles et en exposition chronique il peut être responsable d'atteintes neurologiques, névrites et polynévrites.

### Sources spécifiques
- (fr) Tableau No 22 des maladies professionnelles du régime Général
- (fr) Tableau N° 8 des maladies professionnelles du régime Agricole

### Sources générales
- (fr) Tableaux du régime Général sur le site de l’AIMT [PDF]
- (fr) Guide des maladies professionnelles sur le site de l’INRS